# یوزفکوو (استان اشوی‌داشکسیه)
یوزفکوو (به لهستانی: Józefków) یک منطقهٔ مسکونی در لهستان است که در گمینا زاویخوست واقع شده‌است.